# Cyrille Van den Bussche
Pour les articles homonymes, voir Van den Bussche.
Cyrille Alphonse Marie Van den Buscche, né le 6 avril 1853 et décédé le 6 janvier 1930 fut un homme politique belge du parti catholique.
Van den Bussche fut propriétaire foncier et brasseur; il fut élu conseiller communal et bourgmestre d'Ardooie (1887-1921), conseiller provincial de la province de Flandre-Occidentale (1888-1912) et sénateur de l'arrondissement Roulers-Tielt (1912-1925).

## Généalogie
- Il fut fils de Victor et Coleta Loncke.
- Il épousa Zenobia De Grave (1861-1934).
  - Ils eurent un fils : Joseph (1895-1971).

## Sources
- Bio sur ODIS